# شاتوگه، کبک
شاتوگه (به فرانسوی: Châteauguay) شهرکی در منطقه شهری روسیون ناحیه مونترژی در استان کبک کانادا است. در سرشماری سال ۲۰۱۱ این شهرک ۴۳٬۱۷۸ نفر جمعیت داشته‌است و مساحت آن ۳۵٫۳۷ کیلومتر مربع است.